# ميلان-سان ريمو 2006
ميلان-سان ريمو 2006 هو سباق دراجات هوائية أقيم بتاريخ مارس 18، تكون السباق من مرحلة واحدة وامتدّ لمسافة 294 كم. فاز به الإيطالي فيليبو بوزاتو وحلّ ثانيا الإيطالي أليساندرو بيتاتشي بينما حصل على المركز الثالث الإيطالي لوكا باوليني.

## الترتيب
| م                     | الدرّاج            | البلد   | الزمن |
| --------------------- | ----------------- | ------- | ----- |
| الفائز بالترتيب العام | فيليبو بوزاتو     | إيطاليا |       |
| الثاني                | أليساندرو بيتاتشي | إيطاليا |       |
| الثالث                | لوكا باوليني      | إيطاليا |       |